# بوب رامزي
بوب رامزي (بالإنجليزية: Bob Ramsey)‏ (24 فبراير 1935 بسندرلاند في المملكة المتحدة - ) هو لاعب كرة قدم بريطاني في مركز الظهير. لعب مع نادي يورك سيتي وهدرسفيلد تاون.